# Архидамия
Архидамия (? — 241 до н. э.) — царица Спарты, жена царя Эвдамида I, мать Архидама IV и Агесистраты, бабушка Агиса IV.

## Биография
Впервые Архидамия упоминается у Плутарха в жизнеописании Пирра. В 272 г. Пирр с войском вторгся в Лаконику. Опасность, нависшая над городом, была признана настолько грозной, что на военном совете спартанцы постановили отправить всех женщин на Крит, где находился царь Арей. Однако спартанки воспротивились этому, а Архидамия пришла с мечом в Совет старейшин и стала попрекать мужчин в том, что они, дескать, хотят, чтобы спартанские женщины пережили гибель города. В итоге спартанки не покинули города, но вместе с воинами рыли защитный ров и строили заграждения, а во время боя помогали мужчинам. Спартанки покинули поле боя только тогда, когда из Коринфа в Спарту подоспел военачальник Антигона фокеец Аминий с отрядом наёмников, а с Крита вернулся царь Арей с двумя тысячами воинов.
В 240-х гг. до н. э. Архидамия, пользовавшаяся в городе большим уважением, вместе с дочерью поддержали начинание Агиса IV, задумавшие реформы по восстановлению мощи Спарты. Они и сами передали свои богатства в пользу государства, и обратились с тем же призывом к другим спартанкам. Однако эти призывы никакого понимания не встретили: зажиточные спартанки, не желавшие расставаться со своим богатством — источником их влияния в обществе (ещё Аристотель указывал, что в те времена 2/5 всех земель Лаконики принадлежали им) — обратились к другому царю, Леониду II, чтобы он обуздал Агиса.
В итоге Агис IV был обвинён в стремлении к тирании, схвачен, привлечён к суду эфоров и осуждён на смерть. Архидамия и Агесистрата явились в тюрьму, где уже собралась толпа с факелами, и начали кричать, чтобы Агиса судил весь народ. Опасаясь, как бы народ не вырвал Агиса из их рук, эфоры поспешили привести приговор в исполнение. Были схвачены и мать, и бабушка Агиса и переданы в руки палача. Первой была казнена через повешение престарелая Архидамия, затем Агис, а потом Агесистрата.